# NGC 4639
NGC 4639 (również PGC 42741 lub UGC 7884) – galaktyka spiralna z poprzeczką (SBbc), znajdująca się w gwiazdozbiorze Panny w odległości około 78 milionów lat świetlnych. Została odkryta 12 kwietnia 1784 roku przez Williama Herschela. Galaktyka ta należy do gromady galaktyk w Pannie. Jest galaktyką Seyferta typu 1.
W galaktyce tej zaobserwowano supernową SN 1990N.